# Crkva Svete Marije Milostive u Milanu
Crkva Svete Marije Milostive (talijanski: Santa Maria delle Grazie) je slavna crkva dominikanskog samostana u Milanu, koja je upisana na UNESCO-ov popis mjesta svjetske baštine u Europi. Crkva je slavna zbog murala (zidne slike) Posljednje večere Leonarda da Vincija, koja se nalazi na zidu samostanskog refektorija.

## Povijest
Milanski vojvoda Francesco I. Sforza je naručio izgradnju dominikanskog konvikta i crkve na mjestu malene kapele posvećene sv. Mariji Milostivoj. Guiniforte Solari je bio glavni arhitekt i samostan je završen 1469. godine, dok je gradnja crkve još potrajala. Novi vojvoda, Ludovico Sforza, je odlučio da će crkva biti grobno mjesto obitelji Sforza, te je za tu svrhu dao da se obnovi klaustar i apsida koji su bili dovršeni 1490. godine. Njegova žena, Beatrice, bila je prva koja je sahranjena u crkvi, 1497. godine.
Apsida je djelo D. Bramantea, no ne postoje čvrsti dokazi za to, iako je Bramante u vrijeme njezine gradnje doista živio u Milanu i na jednoj crkvenoj narudžbi mramora iz 1494. godine navodi se njegovo ime. Ona je građena najprije u gotičkom stilu, a potom u miješovito gotičko-renesansnom, a njena iznimna visina je bila kritizirana tijekom renesanse
U noći na 15. kolovoza 1943. godine, Savezničke bombe su pogodile samostan i crkvu "Santa Maria delle Grazie", prilikom čega je većina refektorija bila uništena, a slučajem je preživio zid sa slavnom Leonardovom slikom, zaštićen vrećama s pijeskom.